# Bullina tuncatula
Bullina tuncatula is een slakkensoort uit de familie van de Aplustridae. De wetenschappelijke naam van de soort is voor het eerst geldig gepubliceerd in 1989 door Lin.